# Horseshoe Bend (Idaho)
Horseshoe Bend è una città degli Stati Uniti d'America, situata nell'Idaho e in particolare nella Contea di Boise.